# 朝倉あゆみ
朝倉 あゆみ（あさくら あゆみ、1967年5月18日 - ）は日本の女優、モデル。

## 来歴・人物
カラオケビデオでは1989年の『激愛』（長渕剛）でデビューし、以来500本以上に出演した。

## 出演

### 映画
- ミナコ逃げるな（東映、1983年）[9]
- ココニイルコト（日本ヘラルド映画、2001年）[5]
- 熊本物語 おんな国衆一揆（ブルックス、2001年）[5]
- GO-CON! JAPANESE LOVE CULTURE（つんくタウンFILMS、2000年） - バツイチ・インテリ 役[10]

### テレビドラマ
西浦歩実
- 阪急ドラマシリーズ 先生お・み・ご・と!（関西テレビ、1982年） - 中島みどり 役
- 連続テレビ小説 よーいドン（NHK、1982年 - 1983年） - 春子 役[1]
- 阪急ドラマシリーズ 青春INGS ゆう子とヘレン 第16話「ゆう子怒る!」（関西テレビ、1983年） - 河村清美 役
- 部長刑事（朝日放送）
  - 第1275回 コーヒーに砂糖を入れて（1983年）

麻倉亜似衣
- 金曜ドラマシアター 主婦たちのざけんなョ!!II（フジテレビ、1992年5月15日）
- ネオドラマ Because I Love You（テレビ朝日、1992年）

朝倉あゆみ
- この世の果て（フジテレビ 月9、1994年）
- 愛の劇場 一攫千金夢家族（TBS、2002年）[4]

### テレビ番組
- 金曜プラザ（NHK、1994年 - 1995年） - リポーター[3][12]
- 深夜の木曜人 松宮一彦のラジオTV（TBS、1997年） - アシスタント

### テレビCM
- つるつるごめん[1]
- 明星一平ちゃん[1]
- 呉羽自動車学校『呉羽自動車学校』
- 株式会社ライフサービス『孫の作文』篇